# Eduard Horak
Eduard Horak (* 22. April 1838 in Holitz, Königgrätzer Kreis, Königreich Böhmen; † 16. Dezember 1892 in Riva del Garda) war ein böhmisch-österreichischer Klavierpädagoge und Begründer einer privaten Musikschule in Wien.

## Leben
Eduard Horak war katholisch. Seine Eltern waren der Hauptschullehrer Josef Horak und Magdalena Vojteck. 1868 heiratete er in Wien Marie Clotilde Majer (* 5. Februar 1840 in Galizien, Kreis Neu Sandec). Sein Bruder Adolf (* 15. Februar 1850 in Jankowitz, Mähren) war ebenfalls Pianist und Klavierpädagoge. Eduard besuchte eine Realschule in Prag, studierte Musik in Königsgrätz und am Wiener Konservatorium und besaß die staatliche Lehrbefähigung zum Unterricht in Haupt- und Realschulen. Er starb 1892 (nach anderen Angaben 1983) in seinem Haus am Gardasee an chronischer Encephalitis.

## Werk

### Horak’sche Musikschulen
Eduard Horak gründete 1867 in Wien mit seinem Bruder Adolf zunächst in seiner Privatwohnung seine erste Klavierschule. Wegen des großen Erfolgs folgten bald weitere Standorte in Wieden, Mariahilf, Leopoldstadt und Innere Stadt. 1940 wurden die Horak’schen Musikschulen in Wien in den Rang von Konservatorien erhoben. 1979 ging hieraus das Franz Schubert Konservatorium hervor.
Horaks Unterrichtskonzept wurde durch die Werke von Pestalozzi und Diesterweg geprägt. Er vertrat die Sicht, dass Instrumentalunterricht nicht „Dressur“ sein solle, sondern ein gemeinschaftliches Projekt zur „Menschbildung“, bei dem dieser lerne, „nicht nur sich selbst, sondern anderen zuzuhören“ Zahlreiche später bekannte Musiker begannen in seinen Schulen ihre Ausbildung.
Horak verfasste mehrere Schriften über Klavierpädagogik und komponierte Werke für Klavier:

### Schriften (Auswahl)
- Heilmittel gegen die Clavierepidemie, Wien 1885
- Musikalische Regeln für Eltern und Erzieher, Wien 1889
- Drill oder Erziehung, Wien 1890

### Kompositionen
- Capriccio, Op. 8, E-Dur, ohne Angaben
- Octaven-Etüde für Pianoforte, Es-Dur, ohne Angaben
- Der Übermuth - ein Characterstück für Pianoforte, Op.10, G-Dur, Verlag Gutmann, Wien 1875
- Rondo brillant, F-Dur, Verlag Gutmann, Wien 1875

### Unterrichtswerke für Klavier
Horak erstellte eigene Unterrichtswerke für Klavier für den Gebrauch in seinen Schulen. Diese wurden u. a. über seinen eigenen Verlag vertrieben:
- Klavierschule vom ersten Anfang bis zur Mittelstufe, Bd. 1 und 2, Verlag Tonger, Köln 1876
- Kinderclavierschule, Verlag Breitkopf und Härtel, Leipzig 1881
- Introduction zur Kunst des Clavierspiels, eingerichtet von Eduard Horak. 50 Vortragsstudien, Verlag Krämer, Wien, ohne Jahresangabe vor 1885
- Etuden berühmter Meister für die Vorbereitungsschule und die erste Klasse der Mittelschule, Verlag der Horak’schen Musikschulen, Wien, ohne Jahresangabe vor 1885